# القانون التجاري الدولي

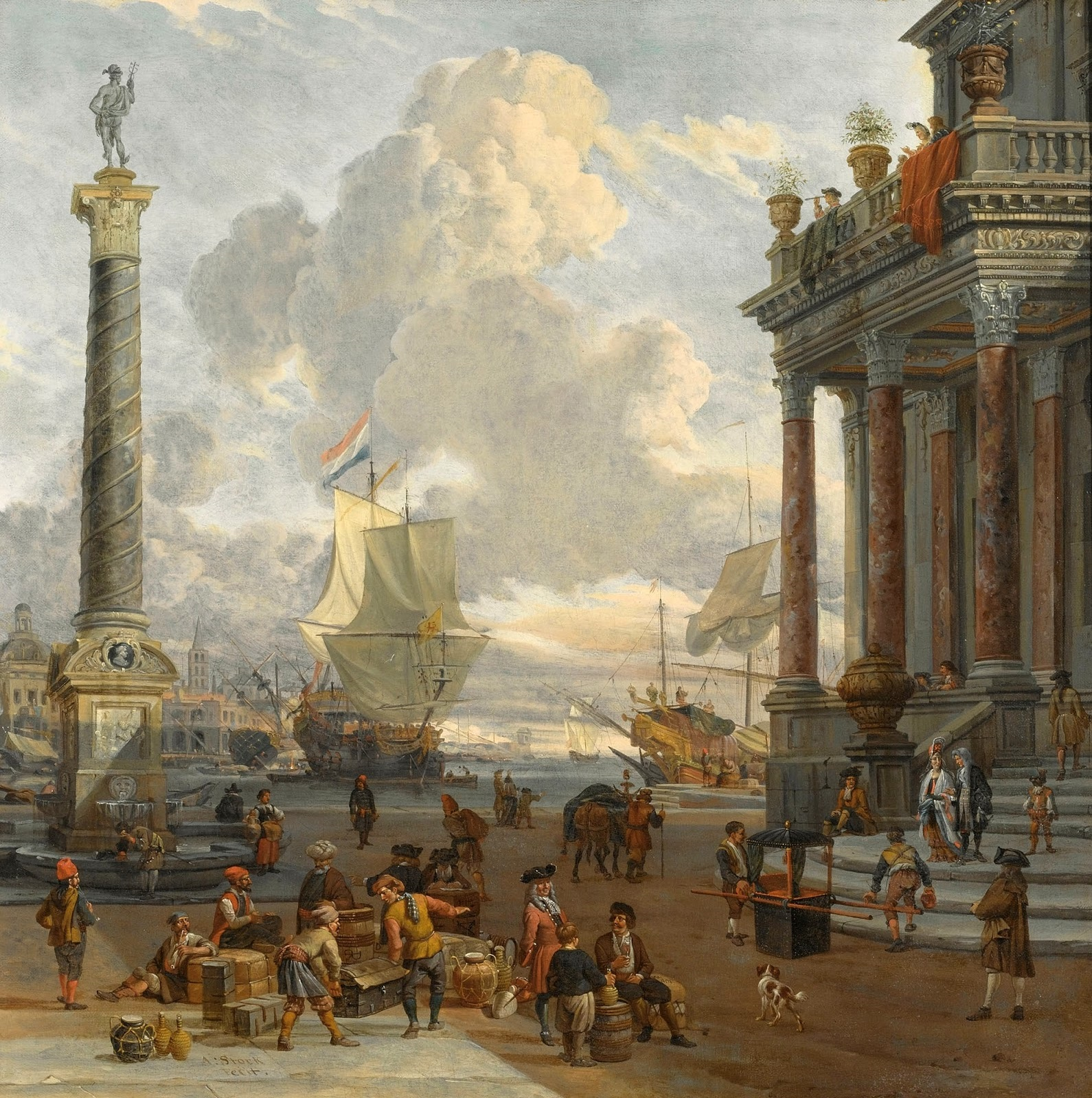

يتضمن القانون التجاري الدولي القواعد والأعراف الملائمة من أجل تسهيل التبادل التجاري بين الدول وبعضها البعض. ولكنه يستخدم كذلك في الكتابات القانونية بوصفه التجارة بين القطاعات الخاصة، ولا يعد هذا صحيحًا. ويعتبر حاليًا هذا الفرع من فروع القانون مجالاً دراسيًا مستقلاً حيث إن معظم الحكومات أصبحت جزءًا من التجارة العالمية، بوصفها أعضاء في منظمة التجارة العالمية (WTO). وحيث إن المعاملات التجارية بين القطاعات الخاصة في مختلف الدول تمثل جزءًا مهمًا من أنشطة منظمة التجارة العالمية، وهذا الفرع الأخير من فروع القانون يمثل الآن جزءًا مهمًا للغاية من الأعمال الأكاديمية وهو قيد الدراسة في العديد من الجامعات في جميع أنحاء العالم.

## نظرة عامة
ينبغي التمييز بين القانون التجاري الدولي ومجال القانون الاقتصادي الدولي الأوسع نطاقًا. ويمكن القول بأن هذا الأخير لا يشمل فقط منظمة التجارة العالمية ولكن أيضًا القانون الذي يحكم النظام النقدي الدولي وتنظيم العملة فضلاً عن قانون التنمية الدولية.
لقد اشتقت مجموعة القوانين الخاصة بالتجارة عبر الحدود الوطنية في القرن الحادي والعشرين من القوانين التجارية للقرون الوسطى التي كانت تسمى القانون التجاري وقانون البحر - وهما على الترتيب «القانون الخاص بالتجارة على اليابسة» و«القانون الخاص بالتجارة في عرض البحار». وقد بدأ القانون التجاري الحديث (في تجاوز المعاهدات الثنائية) بعد مرور فترة وجيزة من الحرب العالمية الثانية بالتفاوض على معاهدة متعددة الأطراف من أجل التعامل مع التجارة في السلع: وهي الاتفاقية العامة للتعرفة الجمركية والتجارة أو اتفاقية الجات (GATT).
يستند القانون التجاري الدولي إلى النظريات الليبرالية الاقتصادية التي تم تقديمها في أوروبا ولاحقًا في الولايات المتحدة منذ القرن الثامن عشر فصاعدًا.
القانون التجاري الدولي هو مجموع القواعد القانونية الخاصة «بالتشريع الدولي» والقانون التجاري الجديد من أجل تنظيم العلاقات في مجال التجارة الدولية. «التشريع الدولي» - هو المعاهدات والقوانين الدولية للمنظمات الحكومية الدولية التي تنظم العلاقات في مجال التجارة الدولية.
القانون التجاري - «القانون الخاص بالتجارة على اليابسة». ويعرف ألوك نارايان «القانون التجاري» بأنه «أي قانون يتعلق بالأعمال التجارية» وقد وجه البروفسور يوليوس ستون النقد لهذا التعريف.
و
قانون البحر - «القانون الخاص بالتجار في عرض البحار». الذي انتقده ألوك في مقاله الأخير حيث يرى أنه «محدود للغاية» و«غير خلاق». وقد أيد هذا الطرح كل من البروفسور دود والبروفسور مالكوم شو من جامعة ليدز.

## منظمة التجارة العالمية
تأسست منظمة التجارة العالمية في عام 1995 وهي منظمة دولية رسمية لتنظيم التجارة. وتعد أهم تطور في تاريخ القانون التجاري الدولي.
تخضع أهداف المنظمة وهيكلها إلى الاتفاق المنشئ لمنظمة التجارة العالمية، والذي يعرف أيضًا «باتفاق مراكش». وهو لا يحدد القواعد الفعلية التي تحكم التجارة الدولية في مناطق معينة. فهذه القواعد توجد في معاهدات منفصلة ملحقة باتفاق مراكش.

### نطاق عمل منظمة التجارة العالمية
1. توفير إطار عمل لإدارة الاتفاقات وتنفيذها؛
2. توفير منتدى لمزيد من المفاوضات؛
3. توفير آلية لمراجعة السياسات التجارية؛
4. تشجيع قدر أكبر من الاتساق بين السياسات الاقتصادية للأعضاء.

### مبادئ منظمة التجارة العالمية
1. مبدأ عدم التمييز (الالتزام الخاص بمعاملة الدولة الأكثر رعاية والالتزام بالقرار المتعلق بالمعاملة الوطنية)؛
2. الوصول إلى الأسواق (تخفيض التعرفة الجمركية والحواجر غير الجمركية الخاصة بالتجارة)؛
3. تحقيق التوازن بين تحرير التجارة والمصالح المجتمعية الأخرى؛
4. التنسيق بين الأنظمة الوطنية (الاتفاقية حول الجوانب التجارية لحقوق الملكية الفكرية أو اتفاق تريبس (TRIPS)، والاتفاق المتعلق بالحواجز التقنية للتجارة (TBT)، واتفاق التدابير الصحية وتدابير الصحة النباتية (SPS)).

## التجارة في السلع
كانت اتفاقية الجات بمثابة العمود الفقري للقانون التجاري الدولي طوال القرن العشرين. وهي تشمل القواعد المتعلقة بالممارسات التجارية «غير العادلة» - مثل الإغراق والدعم الحكومي.

## التجارة والملكية الفكرية
تطالب الاتفاقية حول الجوانب التجارية لحقوق الملكية الفكرية أو اتفاق تريبس (TRIPS) من الدول الموقعة تطبيق حقوق الملكية الفكرية (والتي تعرف أيضًا بامتيازات الاحتكار الفكري). ويمكن القول بأن ذلك له تأثير سلبي على إمكانية الحصول على الأدوية الأساسية في بعض الدول.

## تسوية المنازعات
يعد نظام تسوية المنازعات الخاص بمنظمة التجارة العالمية هو النظام الأكثر بروزًا في مجال تسوية المنازعات في القانون التجاري الدولي. وتعمل هيئة تسوية المنازعات الخاصة بمنظمة التجارة العالمية منذ 1995 وقد شهدت نشاطًا كبيرًا منذ ذلك الحين مع تناول 369 قضية في الفترة من 1 يناير 1995 وحتى 1 ديسمبر 2007. وقد توصلت إلى حل ودي فيما يقرب من ربع عدد قضايا النزاع، وفي القضايا الأخرى لجأ أطراف النزاع إلى التقاضي. ولدى هيئة تسوية المنازعات الخاصة بمنظمة التجارة العالمية الاختصاص الحصري والإلزامي فيما يتعلق بالنزاعات وفقًا لقانون منظمة التجارة العالمية (المادة 1.23 التفاهم المتعلق بتسوية المنازعات).

## وصلات خارجية
- International Bar Association
- International Trade Center - a UN organization
- Trade Law Centre for Southern Africa
- World Trade Institute - at the University of Berne
- School of Law and Business
- International Trade Debates and Iran
- World Trade Organization - WTO
- Federation of International Trade Associations
- Does Sales-Only Apportionment Violate International Trade Rules? Report suggesting that sales-only apportionment may violate international trade rules that prohibit export sales.